# Бой при Калараше
Бой при Калараше — один из боёв во время Крымской войны на Дунайском театре военных действий, произошедший возле Калараша 20 февраля (4 марта) 1854 года. 
В начале 1854 года войска российской Южной армии генерал-адъютанта М. Д. Горчакова готовились к переправе через Дунай. С этой целью во многих местах вдоль северного берега реки возводились артиллерийские батареи для обстрела турецкой флотилии, позиций и крепостей. 
16 (28) февраля по приказу начальника инженеров действующей армии К. К. Шильдера в Калараш прибыл С. А. Хрулёв и стал проводить рекогносцировку обоих берегов Дуная. По его приказу 18-19 февраля (2-3 марта) на самом берегу реки были установлены семь батарей. Турки обстреливали из крепости Силистрия проводившиеся работы, но не смогли помешать им. Тогда они решили сделать высадку на левый берег, чтобы срыть батареи.
На рассвете 20 февраля (4 марта) шесть тысяч турок на тридцати судах переправились на левый берег Дуная близ Силистрии и оттеснили казачьи посты, а затем приступили к срытию батарей. Хрулёв и В. Д. Богушевский, собрав войска (Орловский егерский полк, рота 3-го Валахского пехотного полка, 2 эскадрона Вознесенского уланского полка, сотня 34-го казачьего Донского полка и две батареи) двинулись из города Калараша и, пройдя 9 вёрст, развернули их в боевой порядок.
Увидев русских, турки открыли по ним сильный огонь из крепости, а высадившиеся войска стали быстро срывать батареи, выслав против кавалерии Хрулёва полк египетской пехоты, прикрытый густою стрелковою цепью.
Русские конные орудия осыпали противника картечью и заставили отступать в беспорядке к месту высадки. Одновременно на правом фланге пехотинцы ускоренным шагом бросились в атаку на редут, захваченный турками, и выбили оттуда противника. Батарея на левом фланге была отбита картечным огнём из трёх конных орудий. Турки были отброшены и бежали обратно за Дунай. При переправе несколько неприятельских лодок с сидевшими в ней пехотинцами были потоплены, одна взята в плен.
Исправив разорённые турками батареи и установив на них орудия, 22 февраля (6 марта) Хрулёв начал обстреливать из них Силистрию. Значительная часть турецкой флотилии, стоявшей у крепости, была в этот день уничтожена; войска и жители бежали из города в цитадель